# Lilo & Stitch: The Series
Lilo & Stitch: The Series is een Amerikaanse animatieserie, en een spin-off van de film Lilo & Stitch. De serie werd geïntroduceerd met de film Stitch! The Movie. De serie liep twee seizoenen met in totaal 65 afleveringen. De serie werd in Nederland uitgezonden door Jetix, en wordt nu uitgezonden door  Disney Channel.
De serie introduceert een paar nieuwe personages, zoals Mr. Jamesson (Nani's baas bij haar nieuwe baan in een hotel), zijn zoon Keoni (op wie Lilo een oogje heeft) en Veronica (Lilo's eerste vriendin).

## Verhaal
De serie gaat verder waar Stitch! The Movie ophield. Al Jumba's genetische experimenten zijn verspreid geraakt over de eilanden van Hawaï, en worden een voor een geactiveerd. Het is aan Lilo en Stitch om ze te vangen en een plek te vinden waar ze hun krachten voor iets goeds kunnen gebruiken.
Het duo wordt tegengewerkt door Gantu, een voormalige kapitein van de United Galactic Federation, die nu werkt voor de schurk Dr. Hämsterviel. Hij wil de experimenten hebben voor zijn eigen slechte doeleinden. Meestal zijn het Lilo en Stitch die de experimenten vinden, maar in een paar afleveringen is Gantu hen te slim af. Gantu wordt bijgestaan, en tegelijk gehinderd, door experiment 625.
In de laatste aflevering van de serie redden Lilo en Stitch alle experimenten die Gantu gevangen had.

## Cast
| Acteur                   | Personage                     |
| ------------------------ | ----------------------------- |
| Daveigh Chase            | Lilo                          |
| Chris Sanders            | Stitch                        |
| Gregory A. Kyprianou     | Additional Voices             |
| Jillian Henry            | Elena                         |
| Tress MacNeille          | Additional Voices             |
| Liliana Mumy             | Myrtle Edmonds                |
| April Winchell           | Mrs. Edmonds                  |
| David Ogden Stiers       | Dr. Jumba Jookiba             |
| Kevin McDonald           | Pleakley                      |
| Tia Carrere              | Nani                          |
| Kevin Michael Richardson | Kapitein Gantu, Cobra Bubbles |
| Jeff Bennett             | Dr. Jacques Von Hämsterviel   |
| Bryan Cranston           | Mr. Jameson                   |
| Jim Cummings             | Zach Mackillin                |

## Nederlandse cast
| Acteur                | Personage          | Opmerkingen                             |
| --------------------- | ------------------ | --------------------------------------- |
| Vivian van Huiden     | Lilo               |                                         |
| Bob van der Houven    | Stitch             |                                         |
| Ingeborg Wieten       | Nani               |                                         |
| Pim Koopman           | Cobra Bubbles      | Later overgenomen door Ruud Drupsteen   |
| Huib Broos            | Dokter Jumba       | Later overgenomen door Victor van Swaay |
| Bram Bart             | Pleakie            | Later overgenomen door Huub Dikstaal    |
| John Jones            | David              | Later overgenomen door Dennis Kivit     |
| Hero Muller           | Kapitein Gantu     |                                         |
| Olaf Wijnants         | Dokter Hämsterviel |                                         |
| Reinder van der Naalt | Experiment 625     |                                         |

## Cross-overs
De serie bevatte een aantal cross-overs met andere Disneyseries:
- Kim Possible (aflevering Rufus)
- The Proud Family (aflevering Spats)
- American Dragon: Jake Long (aflevering Morpholemew)
- Recess (aflevering Lax)

## Trivia
- De serie werd eveneens afgesloten met een film, te weten Leroy & Stitch.
- De serie werd genomineerd voor zowel een Emmy Award als een Golden Reel Award, maar won geen van beide.
- Zanger Weird Al Yankovic had een gastrol in de serie.